# Skurcze
Skurcze (ukr. Скірче) – wieś na Ukrainie w rejonie łuckim obwodu wołyńskiego. Ludność liczy 503 osób. Znane w dokumentach historycznych od roku 1609.

## Historia
Pod koniec XIX w. duża wieś o ludności mieszanej w gminie Czaruków w powiecie łuckim Gubernia wołyńska.
W latach 30. XX w. liczyła 179 zagród. Znajdował się tu kościół, cerkiew prawosławna i szkoła powszechna z polskim językiem wykładowym. We wsi i należących do niej koloniach mieszkało około 70 rodzin polskich (katolickich) liczących około 310 osób. Polacy byli zgrupowani głównie na kol. Stupnik, Mołyszów, Kolinowiec i w osiedlu Bazylia.
Kościół parafialny pw. Wniebowzięcia Najświętszej Marii Panny. Pierwszy kościół, pw. Wniebowzięcia NMP i św. Jana Chrzciciela, murowany, z cegły, ufundował i wyposażył w 1609 r. Jan Charlęski – podkomorzy łucki. Kolejną dotacją obdarował kościół w 1613 r. Krzysztof Charlęski – dworzanin królewski (wieś Krowatka). Kościół został konsekrowany w 1639 r. przez bp. Andrzeja Gębickiego.
Nowy, murowany, empirowy, został wybudowany w 1803 r. staraniem Stanisława Zagórskiego – podstolego wołyńskiego, właściciela Skurczą. Kościół konsekrował w 1809 r. bp Józef Podhorodeński. W 1857 r. został on odnowiony przez ks. Fortunata Feliksa Zagórskiego – miejscowego proboszcza.
W 1938 r. parafia liczyła 1736 wiernych i należały do niej następujące miejscowości: Skurcze, Andrzejówka, Białostok, Biskupicze, Błudów, Bubnów, Czarny Las, Dębinka, Dziesięcina, Ferma Sadowska (Puhaczówka), Hać, Horzwin, Kalinowiec, Kozakowa Dolina, Krasny Sad, Król-Podolce, Marusia, Motyszów, Mychlin, Pomorzanka, Pustomyty, Sielisko, Tuliczów, Umańce, Watyn, Watyniec, Wojutyn, Wojutyńska kol., Zabary, Żurawiec.
Do 2020 w rejonie horochowskim. 